# Rabosée
Ne doit pas être confondu avec Rabozée.

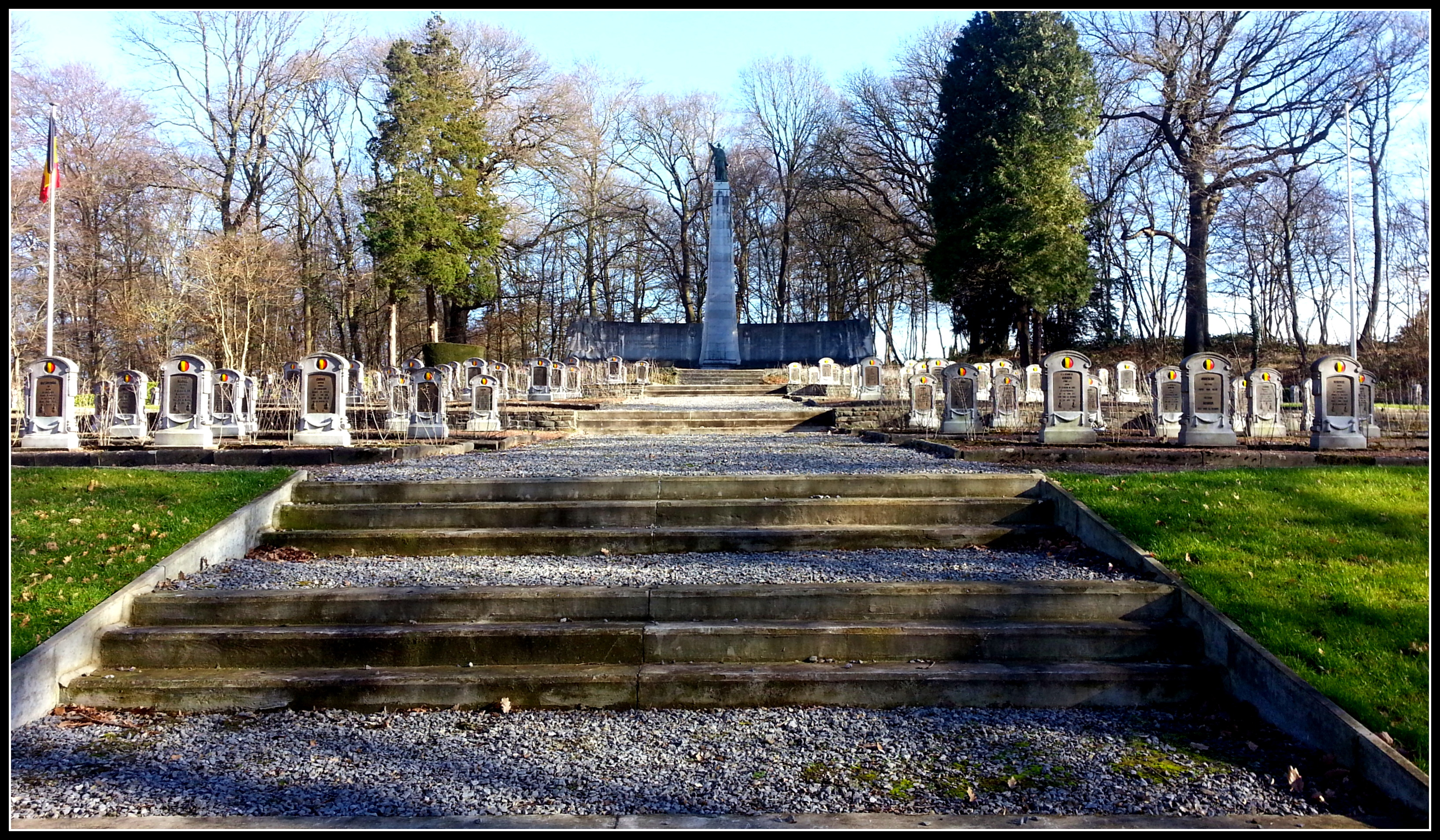
Cimetière militaire belge de Rabosée situé sur le lieu de la bataille éponyme

Rabosée est un lieu-dit situé à Wandre (à la limite de Saive) en Belgique. C'est sur ce plateau que s'est déroulé un des faits d'armes les plus remarquables de la défense de Liège, la bataille de Rabosée, durant les premiers jours de l'offensive allemande des 5 et 6 août 1914, au début de la Première Guerre mondiale. 
Un cimetière y est aménagé en 1925 au sommet du thier de Wandre pour les différentes tombes qui ont été posées peu après les combats de 1914. Les morts du fort Barchon y ont également été inhumés. 